# Darnycja (stanice metra v Kyjevě)
Darnycja (ukrajinsky Дарниця) je stanice kyjevského metra na Svjatošynsko-Brovarské lince.

## Charakteristika
Stanice je nadzemní, její ostrovní nástupiště měří 104 metrů. Stanice je podobná stanicím Hidropark a Livoberežna.
Stanice má dva východy, první ústí k zastávkám MHD a na pěší zónu směrem na Brovarskyj Masyv a druhý na pěší zónu u obchodního centra Doma. Východy jsou s nástupištěm propojeny schodištěm.